# Légende sur la mort de Paul McCartney
La légende sur la mort de Paul McCartney (parfois appelée « Paul Is Dead », litt. « Paul est mort ») est une des premières et des plus célèbres théories du complot de l'histoire du rock. Répandue à la fin des années 1960, la rumeur prétendait que Paul McCartney, bassiste des Beatles, serait mort en 1966 dans un accident de voiture et qu'un sosie l'aurait remplacé. C'est le disc-jockey américain Russ Gibb qui est le premier à avoir eu connaissance de cette rumeur le 12 octobre 1969,, après avoir reçu un appel le conseillant de jouer à l'envers sur sa platine le titre Revolution 9. 
La rumeur faisait suite à des interrogations sur l'absence d'album des Beatles caractérisé par une longue absence des studios EMI (nommés "Abbey Road" après le LP éponyme) entre l'été 1966  (Revolver) et l'été 1967 (Sgt. Pepper's), rompant leur cadence de deux albums par an, sur fond de rumeurs parfois de dissolution du groupe, parfois de départ de Paul, et d'abandon annoncé des tournées du groupe.

## Histoire
Paul McCartney a bel et bien eu un accident en 1966, seulement il s'agissait d'un simple accident de mobylette sans gravité. Il a toutefois eu une dent cassée et la lèvre fendue — visibles sur les clips de Rain et de Paperback Writer — et il s'est fait recoudre presque immédiatement par le médecin d'une connaissance. Le travail, plutôt mal réalisé, l'a ainsi contraint à se laisser pousser la moustache temporairement. 
La rumeur est lancée après la sortie de l'album Abbey Road, en 1969. L'événement déclencheur est la pochette du disque, représentant les quatre Beatles traversant un passage piéton. La configuration de la scène regorgerait de preuves concernant la mort de Paul McCartney. D'abord, celui-ci est pieds nus, comme les personnes enterrées en Inde. Il est précédé par Ringo Starr habillé en noir — couleur de la mort en Occident —, qui pourrait incarner le rôle du croque-mort (pompes funèbres, thanatopracteur) et par John Lennon habillé en blanc — couleur de la mort en Orient, qui pourrait incarner le rôle du prêtre ou du Saint Esprit. George Harrison ferme la marche, et son jean témoignerait du fait qu'il s'est chargé de la mise en terre (fossoyeur). Paul McCartney est le seul à ne pas marcher du même pas. Il tient également une cigarette dans la main droite, alors qu'il est gaucher.
De plus, la plaque d'immatriculation de la voiture en arrière-plan, LMW 28 IF, signifierait « Living McCartney Would be 28 IF », soit « Paul McCartney vivant aurait 28 ans si... ». En réalité, étant né en 1942, Paul McCartney avait 27 ans à cette époque. Au fond à droite, le van sombre serait un corbillard.  
Considérer Paul McCartney comme étant mort implique forcément que le comparse de Lennon, Harrison et Starr n'est qu'un sosie. Les efforts sont donc concentrés pour, d'une part, déterminer le moment de la mort de Paul et, d'autre part, prouver qu'il est remplacé par un imposteur. D'autres indices iraient dans ce sens : plusieurs chansons contiendraient des « messages cachés » à propos de sa disparition ; à l'époque de l'album Sgt. Pepper, en 1967, les Beatles portaient la moustache, prétendument pour se rendre méconnaissables, etc. Arrive donc l'hypothèse d'un accident de la route, en 1966, qui aurait mis un terme à la vie du bassiste, et qui, pour des raisons d'ordre commercial et pour éviter des suicides de leurs fans aurait été remplacé par un sosie. 
Paul McCartney laisse courir la rumeur : ce côté canular l'enchante. Il fera juste un bref commentaire non sans humour : « Qu'est-ce que j'apprends ? Je suis mort ? Pourquoi suis-je toujours le dernier à être mis au courant de tout ? ». Par ailleurs, c'est une promotion gratuite inespérée pour Abbey Road,. En 1993, il y fera une allusion humoristique en pastichant la couverture de Abbey Road. Sur le même passage piéton, Paul est accompagné de son chien mais, cette fois, la plaque d'immatriculation de la voiture blanche est « 51 IS », attestant qu'il est bien vivant et qu'il a 51 ans. Son album, une compilation de concerts, s'intitule Paul is Live, pour marquer le contraste avec Paul is dead.
Les multiples « preuves » de la mort de Paul, et ce même si quelques admirateurs des Beatles ont semblé les prendre au sérieux, n'ont jamais présenté de fondement réel et participent à la construction d'un canular démesuré qui continue de se développer depuis cinq décennies, utilisant désormais les ressources d'Internet pour se répandre et prendre de nouvelles formes,. 
Le nouveau Paul est communément appelé "Faul", pour "False Paul".
L'auteur Bruce Spizer (en) écrit, en 2004, que ce canular aurait été orchestré par le groupe au moment où leur image des « Quatre garçons dans le vent » changeait en 1966. Brian Epstein, inquiet de voir leur popularité décliner, suggéra de créer des indices de la mort accidentelle d'un d'eux pour attiser les passions. Cet article, qui explique la stratégie et les événements, a été publié dans l'édition d'avril du magazine Goldmine (en) en guise de poisson d'avrilǃ

## Indices supposés
Depuis le lancement de la rumeur, ceux qui en sont partisans se déchaînent pour trouver des sens cachés et des indices en examinant la discographie du groupe. Ces derniers sont si nombreux qu'il est difficile d'être exhaustif.  

### Yesterday and Today
Sur la photo de la pochette de cette compilation américaine, qui remplace la célèbre Butcher Cover, on voit McCartney assis dans une malle ouverte qui représenterait son cercueil.

### Strawberry Fields Forever
À la fin de Strawberry Fields Forever, certains ont cru entendre John Lennon murmurer « I buried Paul » (« j'ai enterré Paul »). Par la suite, Lennon a indiqué qu'il marmonnait en réalité « cranberry sauce », que l'on entend très clairement dans la version de la chanson sur Anthology 2.

### Sgt. Pepper's Lonely Hearts Club Band
Dans le même ordre d'idées, on croit lire « OPD » sur le macaron de tissu noir que porte McCartney sur la pochette de Sgt Pepper, soit « Officially Pronounced Dead » (« déclaré officiellement mort »), mais c'est en réalité « OPP » qui y est inscrit, pour « Ontario Provincial Police ».
Dans A Day in the Life, les phrases « I read the news today o boy [about a man...] he blew his mind out in a car » (« J'ai lu les titres ce matin... [c'était à propos d'un homme...] il s'est éclaté la cervelle en voiture »), viendraient également corroborer la théorie de la mort de Paul. Mais on sait que John Lennon évoquait en fait Tara Browne, l'héritier des brasseries Guinness qui s'est tué fin 1966 au volant de sa Lotus Elan. 

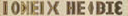
LONELY HEARTS,
1 ONE I X HE ^ DIE » en dupliquant la partie haute des mots.

On pourra aller aussi jusqu'à poser un miroir horizontalement, à mi-hauteur devant les mots « LONELY HEARTS » au centre de la grosse caisse devant laquelle pose le groupe, ce qui donne « 1 ONE I X HE ^ DIE ». La date supposée de la mort de Paul McCartney serait un 11/09. 1 + ONE= 11. IX (chiffre romain)= 9 .Soit le 11 septembre (si l'on tient compte du système de notation anglaise d'écriture des dates) ou le 9 novembre (système de notation américaine). C'est cette dernière date qui parait le plus probable si l'on se rappelle que George Harrison pointe du doigt "Wednesday morning at 5 o'clock" au verso de l'album: en effet le 9 novembre 1966 était un mercredi. Dans une chaise, une poupée rousse est censée représenter la fiancée de Paul qui serait décédée également. La poupée a à la main un modèle réduit de voiture.  Cette voiture serait une Aston Martin, modèle au volant de laquelle McCartney serait mort.
Par ailleurs, au verso de la pochette de Sgt. Pepper, ses trois camarades sont de face et lui, de dos, sa tête sur les mots Without you du texte de la chanson Within You Without You.
Enfin, la « preuve » la plus « incontournable » aux yeux des défenseurs acharnés de la légende, serait les fleurs jaunes figurant aux pieds des quatre Beatles sur le recto de la pochette : on peut (vaguement) y lire les quatre lettres « PaUL », suivies d'un point d'interrogation, dans l'arrangement floral. Bien évidemment, les fleurs représentent une guitare. Mais il s'agit d'une basse, car les « tringles » figurant les cordes sont au nombre de trois. Soit une corde en moins comme les trois Beatles survivants. De plus, les clés en haut du manche (fleur jaune) sont disposées comme sur une basse de gaucher. Il s'agit donc bien de la tombe de Paul, assurent les conspirationnistes.

### The White Album
À l'intérieur du double album blanc, The Beatles, se trouvent des photos de chaque membre du groupe. L'une d'elles montre Paul portant des lunettes. De plus, il a une « barbe de huit jours », aux poils très noirs —alors qu'il avait mentionné lui-même, plusieurs fois, dans des interviews peu de temps avant, qu'il était imberbe et n'avait jamais besoin de se raser.
Pour les conspirationnistes, il ne peut s'agir du vrai Paul mais de « Faul » (=False Paul en anglais), son sosie, dont le véritable nom serait William Campbell. Il aurait été, d'après un étudiant américain auteur du texte[réf. nécessaire] (complètement délirant), le gagnant d'un concours de sosies mac-cartnesques, peu de temps auparavant...
Certains voient même des indices dans les pochettes d'albums antérieures au décès supposé de Paul. C'est le cas notamment de Help! où les Beatles forment, non pas les lettres H, E, L et P en sémaphore, mais N, U, J et V, ce qui signifierait « New Unknown James Vocalist ».

### Messages à l'envers
Puisque les Beatles ont mis en pratique l'idée de passer des bandes musicales à l'envers sur plusieurs de leurs chansons, on peut aussi « retourner » n'importe quel titre, et y entendre de nouveaux prétendus indices.
Les allégations les plus célèbres, répandues par Russ Gibb à l'antenne de WKNR-FM, concernent le titre Revolution 9 où l'on entendrait « Turn me on, dead man... turn me on, dead man... turn me on, dead man... » (« Allume-moi, homme mort ») en le retournant (ce qui revêt un certain caractère ubuesque dans la mesure où ce titre contient en lui-même des bandes jouées à l'envers) 

Et, toujours plus, la chanson I'm So Tired - elle aussi sur l'album blanc - qui, avec le même procédé, contiendrait la phrase « Paul is a dead man, miss him, miss him, miss him » (« Paul est un homme mort, il me manque, il me manque, il me manque »). Ici, le démenti est apporté par le biographe Mark Lewisohn, qui a pu écouter toutes les bandes originales à Abbey Road dans les années 1980 : ce que marmonne John Lennon à la fin de la chanson est en fait : « Monsieur, monsieur, how about another one? ».

## Dans la culture populaire
- La couverture d'un « comic book » de Batman, datée de juin 1970, met en scène la rumeur du décès supposé de Paul[15].
- En 1971, dans la chanson How Do You Sleep?, violente charge contre Paul, John Lennon dit : « Those freaks was right when they said you was[16]dead » (Ces maboules avaient raison de dire que tu étais mort).
- En 1978, Eric Idle des Monty Python exploite ce thème de façon comique, grâce au groupe qu'il a créé, The Rutles, hommage parodique aux Beatles. Le film All You Need Is Cash fait ainsi apparaître, non pas la mort de Paul, mais celle de George, par toutes sortes d'indices incongrus, comme le fait que Stig (George) ne porte pas de pantalon sur la couverture de Shabbey Road ou que chanter à l'envers Sgt Rutles Only Darts Club Band est supposé obtenir (traduction) : « Honnêtement Stig est mort depuis longtemps ».
- Dans l'épisode Simpson Horror Show de la saison 2 des Simpson, on aperçoit le nom de Paul McCartney sur une tombe dans le générique du début. Mais dans un épisode en 1995, il apparaît au côté de sa femme Linda, devant Lisa, ce qui laisse penser que Paul est vivant.
- Dans l'épisode 9 (Conspiracy Theory)  de la saison 5 de Numb3rs, on peut entendre Lawrence « Larry » Fleinhardt prétendre à la véracité de la mort de Paul McCartney en 1966.
- Dans l'épisode 10 (Les Sept Mercenaires) de la saison 2 de FBI : Duo très spécial, Mozzie fait référence à la mort de Paul McCartney en 1966.
- Dans l'épisode 21 (Ua helele'i ka hoku) de la saison 5 de Hawaii 5-0, Jerry confirme qu'Elvis Presley est bien mort, « tout comme Paul McCartney mort en 1966 dans un accident de la route ».
- Un roman graphique a été édité en 2019 avec pour point de départ l’annonce du « drame » à John Lennon. La BD s'intitule Paul est mort : Quand les Beatles ont perdu McCartney [Editions Félès[17]].